# Feuerstätterkopf
Feuerstätterkopf är ett berg i Österrike.   Det ligger i distriktet Bregenz och förbundslandet Vorarlberg, i den västra delen av landet, 500 km väster om huvudstaden Wien. Toppen på Feuerstätterkopf är 1 645 meter över havet, eller 558 meter över den omgivande terrängen. Bredden vid basen är 5,4 km.
Terrängen runt Feuerstätterkopf är huvudsakligen kuperad, men söderut är den bergig. Närmaste större samhälle är Mittelberg, 13,4 km söder om Feuerstätterkopf. 
Trakten runt Feuerstätterkopf består i huvudsak av gräsmarker. Runt Feuerstätterkopf är det ganska tätbefolkat, med 139 invånare per kvadratkilometer.